# Grammalecte
 (mai 2022).
Grammalecte est un correcteur grammatical distribué sous forme d'extension pour la suite bureautique LibreOffice, les navigateurs web Firefox et Chromium, le courrielleur Thunderbird, l'éditeur de livres numérique Sigil et plusieurs éditeurs de texte tels Vim, Emacs, Sublime Text, Pluma.
Grammalecte est un logiciel libre écrit en Python, distribué sous licence GNU GPL v.3. Il inclut des outils de correction grammaticale, orthographique, typographique et de conjugaison de la langue française. Le logiciel inclut un dictionnaire.

## Histoire
La première version a été publiée en janvier 2011.
En 2015, a eu lieu une campagne de financement participatif sur le site Ulule pour un portage sur Mozilla Firefox et sur Mozilla Thunderbird. En 2017, une deuxième campagne réussie aura pour but prioritaire l'amélioration de la correction grammaticale, mais permettra également la ré-écriture de l'extension Firefox dont l'incompatibilité fut annoncée quelques mois après la clôture de la première campagne, Mozilla ayant décidé d'abandonner ses technologies, telles que XUL et XBL, utilisées pour ses extensions depuis Netscape, au profit de la technologie WebExtensions impulsée par Google.

## Fonctionnalités
,,